# De prinsen van Snoby
De prinsen van Snoby is het 134ste stripverhaal van Jommeke. De reeks wordt getekend door striptekenaar Jef Nys.

## Verhaal
Op een doordeweekse dag krijgen Kwak en Boemel bezoek van notaris Poenaards. Deze heeft een erfenis bij voor Kwak, het eiland Snoby. Om op het eiland te geraken "lenen" ze de Piraat van kapitein Haring. Als Kwak en Boemel op het eiland aankomen blijkt het helemaal kaal te zijn. En bij overmaat van ramp is de Piraat op drift geslagen ze besluiten dan maar een hol te graven en stuiten hierbij op goudklompen. Ondertussen hebben Jommeke en zijn vriendjes de Piraat opgespoord en om aan proviand te geraken stoppen ze aan een eilandje, Snoby. Hier vertellen Kwak en Boemel het hele verhaal en geven ze ook verschillende goudklompen mee. Terug thuis ontdekt professor Gobelijn dat het fools goud is en dus niks waard. Daarop vliegen ze terug naar Snoby om dit te vertellen aan Kwak en Boemel maar die geloven er niks van en zetten ze gevangen. Maar de kopers van het goud van Kwak en Boemel komen er ook achter dat het goud vals is en eisen hun geld terug. Net op dat moment barst de vulkaan op het eilandje uit. Iedereen geraakt in veiligheid en men besluit alles zo te laten waarna iedereen terug huiswaarts keert.